# Robert Emmett O'Connor
Robert Emmett O'Connor (Milwaukee, 18 de março de 1885 – Hollywood, 4 de setembro de 1962) foi um ator norte-americano. Ele apareceu em 204 filmes entre 1919 e 1950.

## Filmografia selecionada
- Pay Your Dues (1919)
- Tin Gods (1926)[2]
- Framed (1930)
- The Public Enemy (1931)
- The Big Timer (1932)
- Picture Snatcher (1933)
- Bottoms Up (1934)
- The Frame-Up (1937)
- The Streets of New York (1939)
- Air Raid Wardens (1943)
- The Bride Goes Wild (1948)
- Sunset Boulevard (1950)